# Lysandra basiextrema
Lysandra basiextrema är en fjärilsart som beskrevs av Bright och Leeds 1938. Lysandra basiextrema ingår i släktet Lysandra och familjen juvelvingar. Inga underarter finns listade i Catalogue of Life.